# 껍질눈

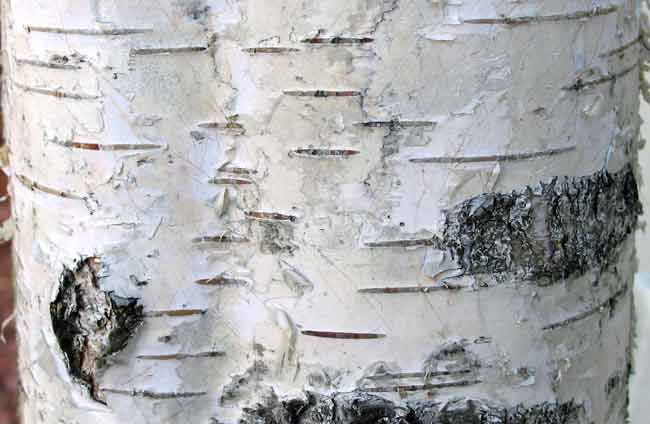
유럽 자작나무(Betula pendula) 줄기에 있는 어두운 줄이 껍질눈이다.

껍질눈은 나무의 줄기에 코르크 조직이 만들어진 뒤 숨구멍 대신에 공기를 순환시켜 주는 조직이다. 한자어로 피목(皮目)이라고도 부른다. 문화어로는 '껍질틈'이라고 한다. 겉에서 보면 렌즈 모양이며 식물 내부 조직과 바깥 공기를 가로막고 있는 단단한 코르크 조직을 가로질러 양자 사이에 공기를 순환시킨다. 감자에도 존재한다.

## 발달

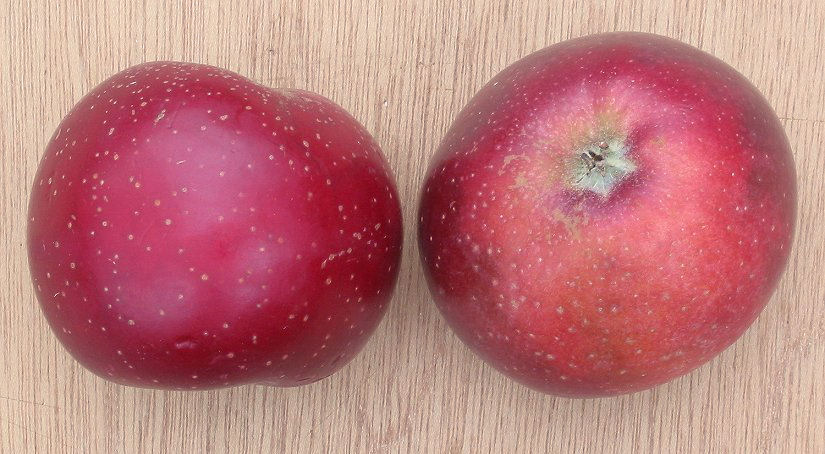
사과의 껍질눈

껍질눈은 줄기의 표피 밑에 형성되는 코르크층의 조직이 처음 발달하는 것과 동시에 만들어지기 시작한다. 줄기에서는 보통 숨구멍이나 숨구멍群의 밑에서 나타난다. 껍질눈은 줄기와 뿌리에서 원형, 타원형이거나 길쭉한 모습으로 도드라지며 나타난다. 단단한 코르크층 조직을 갖춘 나무껍질도 새롭게 만들어지지만 그 갈라진 틈의 밑바닥에서 껍질눈 역시 계속 발달한다.

## 과일에 나타나는 껍질눈
껍질눈은 사과, 배와 같은 과일에서도 뚜렷하게 나타난다. 껍질눈은 과일이 잘 익었는가를 알려주는 지표 구실을 하는데, 껍질눈이 밝으면 과일이 덜 익은 것이고, 익을수록 점점 어두워지다가 마지막에는 갈색이 된다.